# フリードリヒ・ラッツェル
フリードリヒ・ラッツェル（Friedrich Ratzel, 1844年8月30日 - 1904年8月9日）は、ドイツの地理学者・生物学者。当時旺盛であった社会的ダーウィニズムの影響の強い思想を特徴とする。政治地理学の祖でもある。環境決定論者として認識されがちであるが、人類学界からは進化主義に対する伝播主義の主唱者として評価されている。

## 生涯
カールスルーエで4人兄弟の末子として生まれた。父カール・ラッツェルは、宮廷の近侍であった。ラッツェル家は身分的にも保護され、彼も何の不自由もなく育った。彼は放課後、薬剤師としての訓練を積むようになり、1863年に薬学試験を受けたあと、数年薬剤師の助手として働く。次第に、彼の学問的関心が自然科学と文献学研究へと向き始めた。21歳の時までに、地質学・動物学をハイデルベルク大学、イェーナ大学、ベルリン大学で学ぶ。1868年にハイデルベルク大学より動物学の博士号を授与された。
卒業後、南フランスへと旅行したが、金銭不足に陥り、それを補うためにケルン新聞（あるいは年報）(de)宛てに『地中海の旅行手記』を投稿した。これは読者から好意的に受け入れられ、彼はケルン新聞の調査報告者として雇われ継続的に旅行報告をしていくことになった。彼はさらにイタリア、キューバ、メキシコ、ハンガリー、アメリカ合衆国へと調査旅行を行った。この間普仏戦争に従軍し、負傷している。この後にモーリッツ・ワグナーと出会い、生物の新種は地理的隔離によって生じるという考えに大きな影響を受けた。
1871年、ミュンヘン工科大学に入学し、自然科学研究を継続する。ここで彼にとって地理学が、ますます大きな意義を持つようになっていた。1875年にラッツェルの調査旅行は終わり、ミュンヘン工科大学の地理学の私講師としての時代が始まる。その1年後には員外教授に就任。ミュンヘンでの活動中に『一般地理学に関する平易な24回の講義』(1881)、『アメリカ合衆国』（1878-1880, 2巻）を出版。これらの作品は、彼の「人文地理学」の始まりでもあった。
1877年にイギリス旅行で知り合ったマリー・ウィンガーズと結婚。2人の娘に恵まれる。
1886年にライプツィヒ大学に招聘され、フェルディナント・フォン・リヒトホーフェンの転出を受けて地理学を受け持つ。没するまで18年近く当大学での活動となる。この間、歴史学者のヴィルヘルム・ハインリヒ・ロッシャーや、物理学者ヴィルヘルム・オストヴァルト、心理学・哲学者のヴィルヘルム・ヴントらを知り、影響を受ける。彼は、蔵書の拡大とゼミの活動の拡張に尽力した。学生からの人気により、彼の地理学の講義の聴講者の数は急速に増加した。
しかし、研究活動と教育活動がまだ途上のうちに、体調を崩し1904年にアーメルラントで死去。59歳であった。

## 功績・影響
ラッツェルは、ダーウィニズムの影響下に人類と自然の関係を体系化して人文地理学の基礎を固め、政治地理学の祖と考えられている。
すべての原始的社会集団は、その地理的環境との関連によってさまざまな形で発展するとの考えに基づき、ラッツェルの地理学は、地球や大地と人間との間の関係を見るのを主な課題とした。門下としてはアフリカの民族を研究したレオ・フロベニウスがおり、「文化圏」説を継承・発展させた。
1897年に著書『政治地理学』で国家をその隣接国と生命圏を競い合う有機体と定義し、後のドイツの政治思想に多大な影響を与えた。

## 著作
- アメリカ合衆国 Die Vereinigten Staaten von Amerika, 1878 - 1880
- 人類地理学 Anthropogeographie - Die geographische Verbreitung des Menschen, 1882 - 1891
  - 日本語訳書
    - 由比濱省吾訳『人類地理学』古今書院, 2006 ISBN 4-7722-8040-5
- 民族学 Völkerkunde, 1885
- 政治地理学 Politische Geographie oder die Geographie der Staaten, des Verkehrs und des Krieges, 1897
- ドイツ Deutschland. Einführung in die Heimatkunde, 1898
  - 日本語訳書
    - 向坂逸郎訳『ドイツ』中央公論社, 1941
- 民族学 Völkerkunde, 1901
  - 日本語訳書
    - 向坂逸郎訳『アジア民族誌』アジア学叢書174, 大空社, 2008再版 ISBN 978-4-283-00536-5
- 大地と生活 Die Erde und das Leben, 1902

## 研究書
- Butthmann, Günther: Friedrich Ratzel. Leben und Werk eines deutschen Geographen, 1844-1904. Stuttgart 1977
- Friedrich Ratzel. Erdenmacht und Völkerschicksal. Eine Auswahl aus seinen Werken, Stuttgart 1940